# Sebastián Arias

## Clubes
| Club                | País      | Año           |
| ------------------- | --------- | ------------- |
| Envigado F. C.      | Colombia  | 2007          |
| Bajo Cauca          | Colombia  | 2008          |
| Itagüí Ditaires     | Colombia  | 2009          |
| Deportivo Rionegro  | Colombia  | 2010          |
| Real Cartagena      | Colombia  | 2011 - 2012   |
| Leones Fútbol Club  | Colombia  | 2013-2015     |
| Jaguares de Córdoba | Colombia  | 2015          |
| Fortaleza CEIF      | Colombia  | 2017-2018     |
| Excursionistas      | Argentina | 2019-presente |

- Datos: Q16629474